# تسلطانت
تسلطانت هي قرية وجماعة قروية وباشوية . تقع في عمالة مراكش بجهة مراكش آسفي، المغرب، وبلغ عدد سكانها 71.172 نسمة حسب الإحصاء العام للسكان والسكنى لسنة 2014.

## دواوير تسلطانت
دوار زمران أولاد اسعيد
دوار النزالة
دوار الخدير الجديد
دوار سيدي موسى
دوار الحركات
دوار الشعبة
دوار السراغنة
دوار الكربة
دوار الهناء
دوار القرطاس
دوار الهبيشات
دوار بوعزة
دوار مولاي العباس
دوار ثكانة
دوار أولاد عراض
دوار العبيد
تعاونية مبروكة
الشريفية
دوار عكارة
دوار كوكو